# Kuzmîn, Krasîliv
Kuzmîn (în ucraineană Кузьмин) este o comună în raionul Krasîliv, regiunea Hmelnîțkîi, Ucraina, formată numai din satul de reședință.

## Demografie
Componența lingvistică a comunei Kuzmîn
     Ucraineană (99,61%)
     Alte limbi (0,35%)
Conform recensământului din 2001, majoritatea populației comunei Kuzmîn era vorbitoare de ucraineană (99,61%), existând în minoritate și vorbitori de alte limbi.